# إيرش
إيرش أو إيار (بالفرنسية: Hyères)‏ هي بلدية توجد في فرنسا في  إقليم فار في  منطقة بروفنس ألب كوت دازور جنوب شرق فرنسا.

## المناخ
يظهر الجدول التالي التغييرات المناخية على مدار السنة لإيرش:
| البيانات المناخية لـهييريس         | البيانات المناخية لـهييريس | البيانات المناخية لـهييريس | البيانات المناخية لـهييريس | البيانات المناخية لـهييريس | البيانات المناخية لـهييريس | البيانات المناخية لـهييريس | البيانات المناخية لـهييريس | البيانات المناخية لـهييريس | البيانات المناخية لـهييريس | البيانات المناخية لـهييريس | البيانات المناخية لـهييريس | البيانات المناخية لـهييريس | البيانات المناخية لـهييريس |
| الشهر                              | يناير                      | فبراير                     | مارس                       | أبريل                      | مايو                       | يونيو                      | يوليو                      | أغسطس                      | سبتمبر                     | أكتوبر                     | نوفمبر                     | ديسمبر                     | المعدل السنوي              |
| ---------------------------------- | -------------------------- | -------------------------- | -------------------------- | -------------------------- | -------------------------- | -------------------------- | -------------------------- | -------------------------- | -------------------------- | -------------------------- | -------------------------- | -------------------------- | -------------------------- |
| الدرجة القصوى °م (°ف)              | 23.0 (73.4)                | 22.2 (72.0)                | 25.9 (78.6)                | 27.2 (81.0)                | 35.6 (96.1)                | 36.5 (97.7)                | 42.3 (108.1)               | 37.8 (100.0)               | 36.5 (97.7)                | 29.7 (85.5)                | 25.0 (77.0)                | 23.9 (75.0)                | 42.3 (108.1)               |
| متوسط درجة الحرارة الكبرى °م (°ف)  | 13.1 (55.6)                | 13.4 (56.1)                | 15.5 (59.9)                | 17.4 (63.3)                | 21.3 (70.3)                | 25.1 (77.2)                | 28.2 (82.8)                | 28.4 (83.1)                | 25.0 (77.0)                | 21.0 (69.8)                | 16.6 (61.9)                | 13.9 (57.0)                | 19.9 (67.8)                |
| المتوسط اليومي °م (°ف)             | 8.7 (47.7)                 | 8.9 (48.0)                 | 10.9 (51.6)                | 12.9 (55.2)                | 16.6 (61.9)                | 20.2 (68.4)                | 23.0 (73.4)                | 23.1 (73.6)                | 20.1 (68.2)                | 16.8 (62.2)                | 12.5 (54.5)                | 9.7 (49.5)                 | 15.3 (59.5)                |
| متوسط درجة الحرارة الصغرى °م (°ف)  | 4.4 (39.9)                 | 4.3 (39.7)                 | 6.3 (43.3)                 | 8.4 (47.1)                 | 11.9 (53.4)                | 15.3 (59.5)                | 17.8 (64.0)                | 17.8 (64.0)                | 15.2 (59.4)                | 12.5 (54.5)                | 8.4 (47.1)                 | 5.5 (41.9)                 | 10.7 (51.3)                |
| أدنى درجة حرارة °م (°ف)            | −11.0 (12.2)               | −7.1 (19.2)                | −5.9 (21.4)                | −0.4 (31.3)                | 1.0 (33.8)                 | 6.5 (43.7)                 | 9.9 (49.8)                 | 8.6 (47.5)                 | 6.0 (42.8)                 | 2.3 (36.1)                 | −2.0 (28.4)                | −4.9 (23.2)                | −11.0 (12.2)               |
| الهطول مم (إنش)                    | 79.1 (3.11)                | 52.6 (2.07)                | 40.7 (1.60)                | 60.4 (2.38)                | 40.6 (1.60)                | 35.8 (1.41)                | 7.5 (0.30)                 | 19.3 (0.76)                | 55.4 (2.18)                | 105.4 (4.15)               | 81.3 (3.20)                | 73.9 (2.91)                | 652.0 (25.67)              |
| متوسط أيام هطول الأمطار (≥ 1.0 mm) | 5.9                        | 4.9                        | 4.4                        | 6.3                        | 4.5                        | 3.0                        | 1.1                        | 1.8                        | 4.5                        | 6.9                        | 6.9                        | 6.7                        | 56.8                       |
| متوسط الأيام المثلجة               | 0.4                        | 0.2                        | 0.0                        | 0.0                        | 0.0                        | 0.0                        | 0.0                        | 0.0                        | 0.0                        | 0.0                        | 0.1                        | 0.1                        | 0.9                        |
| المصدر: Meteo France               |                            |                            |                            |                            |                            |                            |                            |                            |                            |                            |                            |                            |                            |

## أعلام
- أنطوان هونغ
- كريستيان بسوس
- إميل لور
- ويلي فاغنر
- غيل روسيت
- ليليان كومبان
- تيودور فريدريك لودفيغ فون نيس إيزنبيك
- هيبوليت فونتين
- ديفيد يانوفسكي
- بيتر سميث
- جول ميشليه